# Isenburg-Büdingen

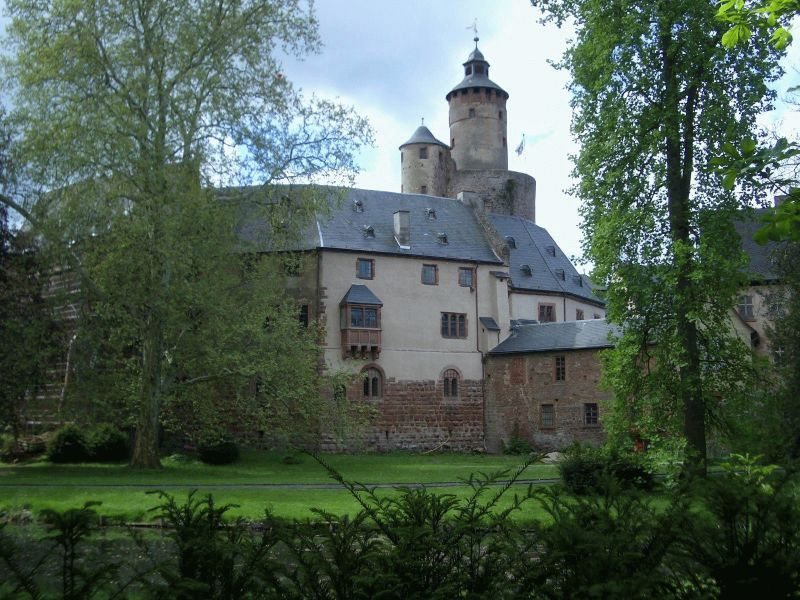
Castello di Büdingen

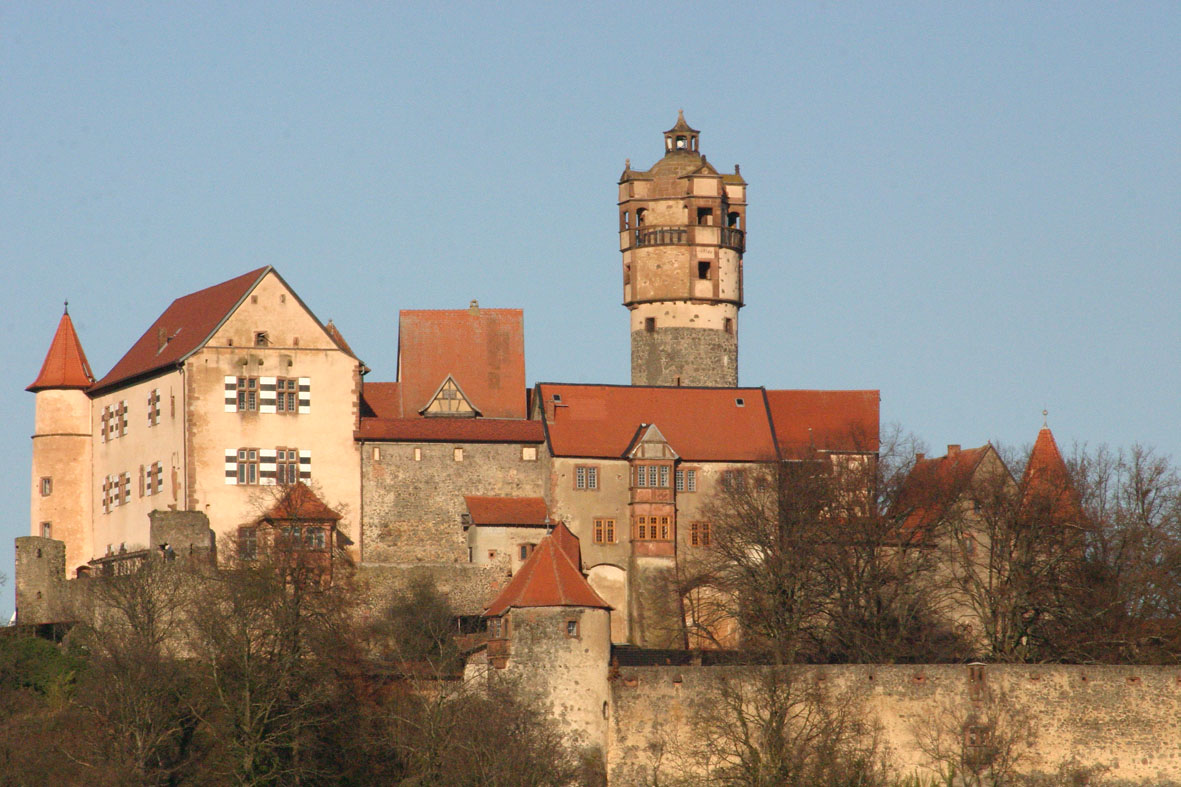
Castello di Ronneburg

Isenburg-Büdingen fu una Contea e Principato del Sud dell'Assia, in Germania, collocata attorno alla città di Büdingen. Vi furono due distinte contee con questo nome. La prima (1341 - 1511) derivava dalla partizione dell'Isenburg-Cleberg, e fu divisa in Isenburg-Büdingen-Birstein e Isenburg-Ronneburg nel 1511. La seconda (1628 - 1806) dalla partizione dell'Isenburg-Büdingen-Birstein. venne divisa fra se stessa, Isenburg-Meerholz e Isenburg-Wächtersbach nel 1673, e passò definitivamente all'Isenburg nel 1806.

## Conti di Isenburg-Büdingen (1341 - 1511)
- Enrico II (1341 - 1378)
- Giovanni I (1378 - 1395)
- Giovanni II ((1395 - 1408)
- Diether I (1408 - 1461)
- Luigi II (1461 - 1511)

## Conti (1628 - 1840) e principi (1840-1918) di Isenburg-Büdingen
- Giovanni Ernesto I (1628 - 1673)
- Giovanni Casimiro (1673 - 1693)
- Giovanni Ernesto II (1693 - 1708)
- Ernesto Casimiro I (1708 - 1749)
- Gustavo Federico (1749 - 1768)
- Luigi Casimiro (1768 - 1775)
- Ernesto Casimiro II (1775 - 1801)
- Ernesto Casimiro III/I (1801 - 1848), elevato a principe nel 1840 e rinominatosi Ernesto Casimiro I, abdicò nel 1848
- Ernesto Casimiro II/IV (1848 - 1861)
- Bruno (1861 - 1906)
- Volfango (1906 – 1918)

## Capi della casata di Isenburg-Büdingen
- Wolfgang (1918 – 1920)
- Alfred (1920)
- Carl Gustav (1920-1941)
- Otto Friedrich (1941-1990)
- Wolfgang-Ernst (dal 1990)

| Controllo di autorità | VIAF (EN) 173335188 |